# Commission départementale d'expulsion des étrangers
 (février 2023).
En France, la Commission départementale d'expulsion des étrangers ou COMEX est une commission dont la saisine par l'autorité administrative est obligatoire - sauf cas d'urgence absolue - lorsqu'elle prend un arrêté d'expulsion du territoire.
Elle entend d'une part la personne concernée qui peut se faire accompagner d'un avocat, d'un interprète ou de toute personne de son choix et d'autre part le représentant de l'autorité administrative. Son avis doit être motivé et transmis aux parties mais ne lie plus l'autorité administrative en cas d'avis défavorable depuis les lois Pasqua.
Elle est constituée de trois membres: le président du tribunal judiciaire du chef-lieu du département, ou d'un juge délégué par lui, président; d'un magistrat désigné par l'assemblée générale du tribunal judiciaire du chef-lieu du département; d'un conseiller de tribunal administratif.

## Historique
À l'issue de la seconde guerre mondiale, l'ordonnance no 45-2658 du 2 novembre 1945 - qui crée l'Office national d’immigration - est prise par le gouvernement provisoire dans un sens relativement libéral par contraste avec les décrets de 1938,. L'instauration de cartes de séjour (alors nommées carte de résident) de durées fixes empêche désormais l'administration d'en priver le détenteur de manière discrétionnaire dans le cadre de l'ancienne procédure dite de refoulement. Seule demeure la procédure d'expulsion.
Si les décrets de 1938 prévoyaient, dans le cadre de la seule procédure d'expulsion, une audition préalable de l'étranger que l'administration s'apprêtait à expulser, elle était conduite par le délégué du Préfet, c'est-à-dire par un représentant de cette administration. Le ministre pouvait en outre se dispenser de cette audition si l'arrêté était motivé au nom de l'« ordre public ». L'ordonnance du 2 novembre substitue ainsi au délégué du préfet une commission plus indépendante de l'administration. Par ailleurs, le ministre ne peut plus déroger à cette audition que dans le cas de l'« urgence absolue ». Cette commission prend le titre de Commission spéciale d'expulsion et siège auprès du préfet.
Par ailleurs, au moins depuis 1981 et jusqu'en 1986, l'avis motivé de la commission, s'il est défavorable à l'expulsion, s'impose au Ministère,.

### Commission spéciale d'expulsion
L'article 24 de l'ordonnance du 2 novembre 1945 relative au séjour des étrangers crée une Commission spéciale siégant près du prefet constituée:
« Du président du tribunal civil du chef lieu du département;

Du chef du service des étrangers à la préfecture ;
D’un conseiller de préfecture ou, à son défaut, d’un fonctionnaire désigné par le
ministre de l’intérieur. »
— Composition de la commission spéciale - 2 Novembre 1945
Son avis est transmis au Ministre de l'Intérieur qui statue.
En 1980, elle n'est plus réunie à la demande de l'étranger mais obligatoirement convoquée par le préfet et le conseiller de préfecture est remplacé par un conseiller de Tribunal Administratif sauf cas d'empêchement de ce dernier.
En 1981 le Ministre ne peut passer plus passer outre un avis défavorable à l'expulsion en vertu de l'alinéa 3 de l'article 24 et la commission est composée dans sa forme actuelle:
« Du président du tribunal de grande instance du chef-lieu du département, ou d'un juge délégué par lui, président ;

D'un magistrat désigné par l'assemblée générale du tribunal de grande instance du chef-lieu du département ;

D'un conseiller du tribunal administratif. »
— Composition de la commission spéciale - 30 Octobre 1981
Elle ne comprend plus de conseiller de préfecture et est exclusivement composée de deux juges judiciaires et d'un administratif,.

### Loi du 9 septembre 1986 dite "Loi Pasqua"
La loi du 9 septembre 1986, dite Loi Pasqua, durcie considérablement les modalités de séjours des étrangers en France.
Elle annule le caractère contraignant pour le Ministère d'un avis défavorable rendu par ladite commission en supprimant l'alinéa 3 de l'article 24 .L'avis de la commission est désormais strictement consultatif, y compris en cas d'avis défavorable à l'expulsion,.

### Décret du 13 janvier 1997
Le décret du 13 janvier 1997 modifie, en ses articles 1 et  2, l'autorité administrative en capacité d'émettre une ordonnance d'expulsion: alors qu'elle était jusqu'alors dévolue au seul ministre de l'Intérieur, le Préfet de Département devient compétent dans les cas prévus à l'article 23 de l'ordonnance du 2 novembre 1945, le Ministre restant seul compétent pour les cas prévus à l'article 26 , excepté dans les départements d'Outre-Mer où le Préfet est compétent.
On distingue depuis l'Arrêté Préfectoral d'Expulsion ou APE de l'arrêté ministériel d'expulsion ou AME, qui concerne les étrangers protégés ou l'urgence absolue.